# Olszewo-Borki
Olszewo-Borki is een dorp in het Poolse woiwodschap Mazovië, in het district Ostrołęcki. De plaats maakt deel uit van de gemeente Olszewo-Borki en telt 820 inwoners.